# Hermann Stilke

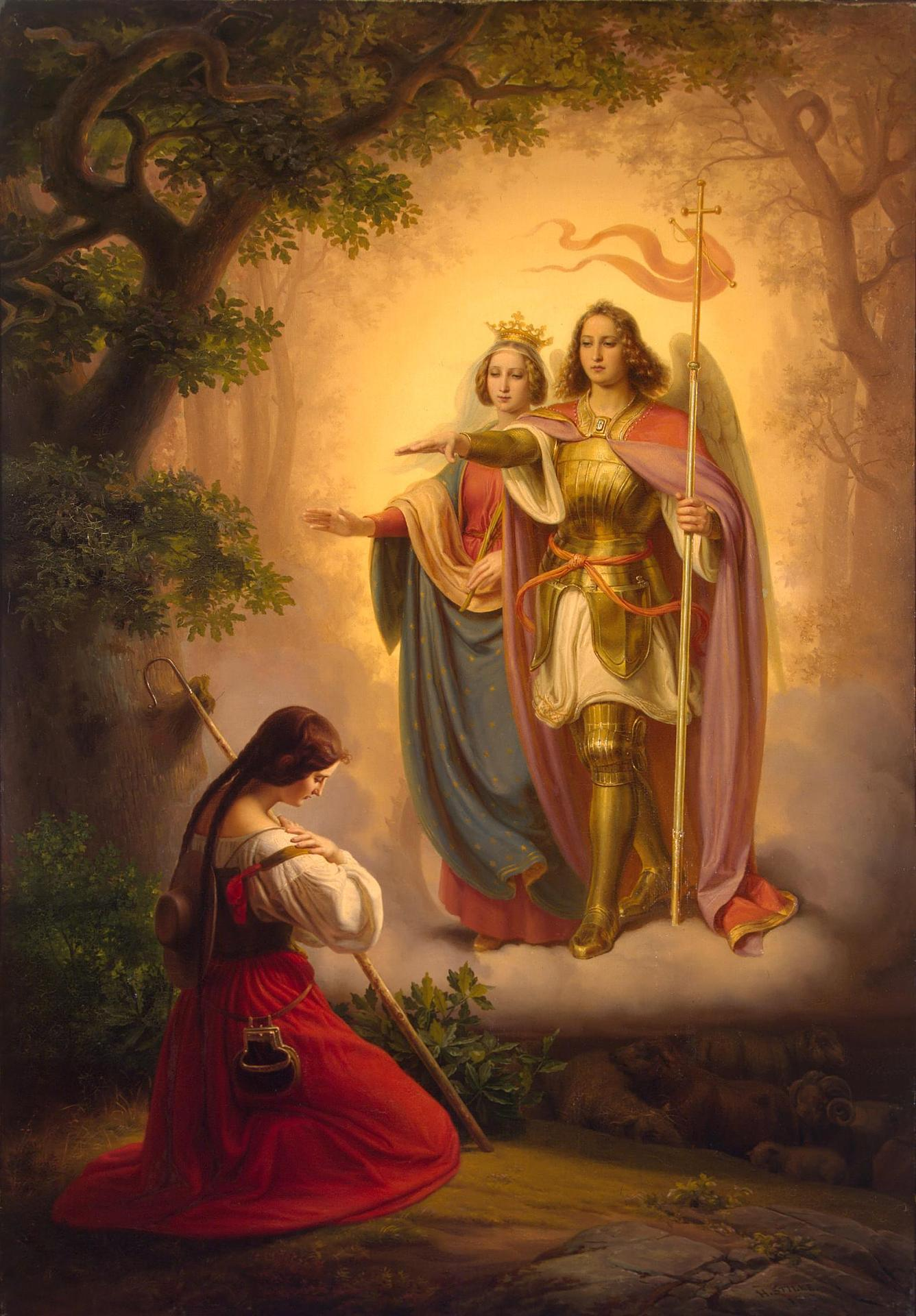
Ioana d'Arc

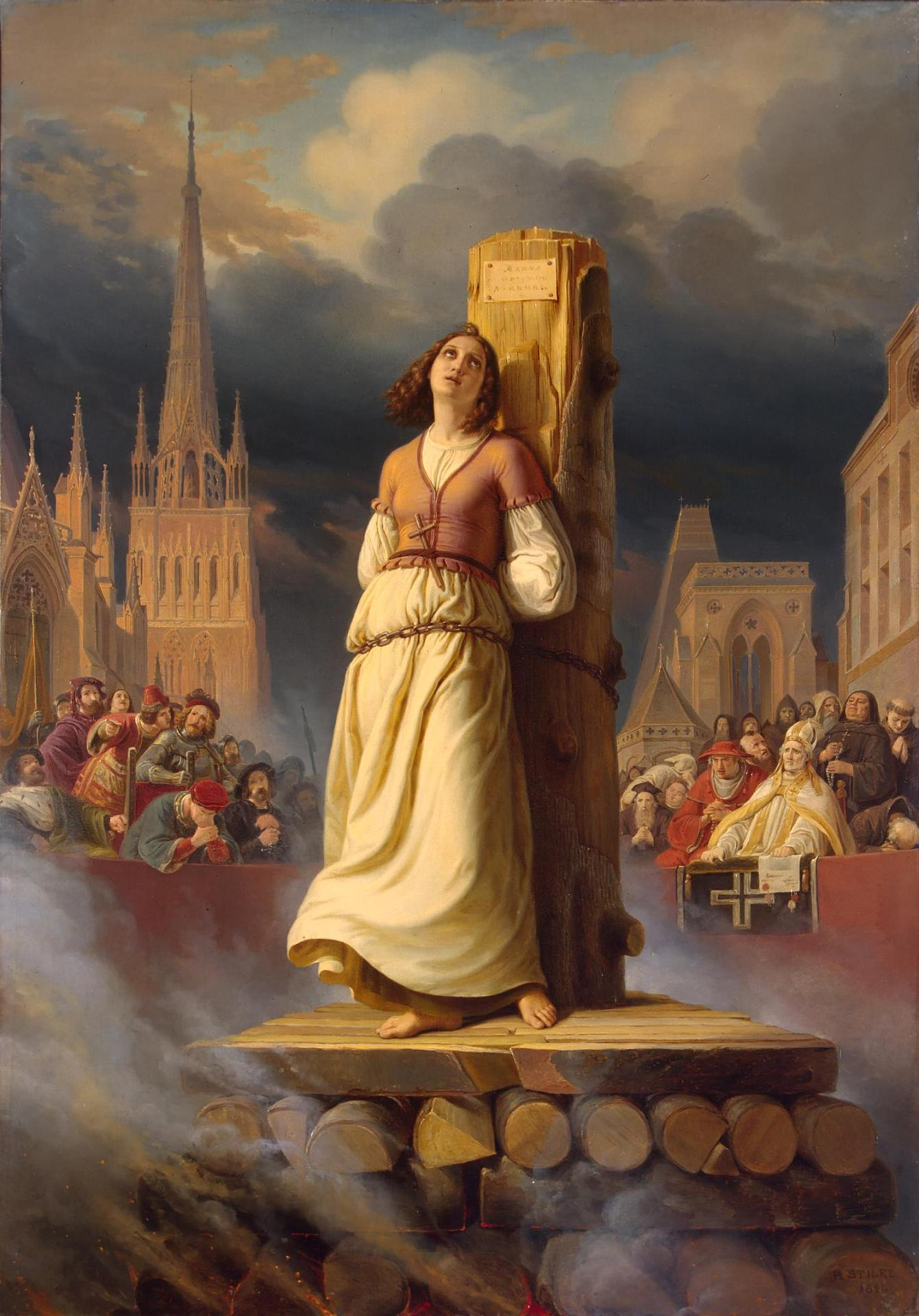
Moartea Ioanei d'Arc

Anton Hermann Stilke (n. 29 ianuarie 1803, Berlin, Regatul Prusiei – d. 22 septembrie 1860, Berlin, Regatul Prusiei) a fost un pictor german.

## Viața
Stilke a studiat la Academia de Arte Frumoase din Berlin și a plecat in 1821 la München pentru a studia la Academia de Arte Frumoase, cu maestrul profesor Peter von Cornelius. A studiat apoi la Academia de Arte Frumoase din Düsseldorf și a pictat împreună cu Karl Stürmer fresca neterminată Judecata de apoi în Assisensaal din Koblenz. Mai târziu, el a împodobit arcadele Hofgarten din München cu mai multe fresce.
În 1827 Stilke a efectuat o călătorie de studii prin nordul Italiei și a ajuns în anul următor la Roma. În 1833 s-a întors la Academia din Düsseldorf, unde a predat ca profesor în perioada 1839-1843. Stilke a lucrat din 1842 până în 1846 în sala cavalerilor din castelul Stolzenfels, din apropiere de Koblenz, pe malul Rinului. El s-a stabilit în 1850 la Berlin și a murit acolo, la vârsta de 57 ani, pe 22 septembrie 1860.
Eleva și, de la începutul anilor 1830, soția sa, Hermine Stilke (1804-1869), născută Peipers, era o talentată ilustratoare și acuarelistă. Fiul lui, Georg Stilke, a fost librar și editor de cărți.

## Lucrări
Picturi în ulei
- Cruciații (1834),
- Sf. Gheorghe cu îngerii,
- Pelerini în deșert (Galeria națională din Berlin),
- Fecioara din Orléans,
- Ultimii creștini din Siria (1841, Muzeul din Königsberg),
- Jefuirea fiiilor lui Edward (Galeria națională din Berlin).

Fresce și picturi murale
- A participat la executarea frescelor lui Peter von Cornelius din Gliptoteca și Alte Pinakothek din München
- În perioada 1843-1847 a realizat picturile murale din mica sală a cavalerilor a Castelului Stolzenfels din Koblenz la comanda regelui prusac Frederic Wilhelm al IV-lea.
- În jurul anului 1850 a executat picturile murale din sălile aflate în partea de sud a Neues Museum din Berlin (Recunoașterea Creștinismului de către Constantin (Împăratul Constantin ca promotor al Creștinismului), Widukind înaintea lui Carol cel Mare, Teodosie cel Mare, Femeie cu colivie)
- Picturile murale din teatrul din Dessau
- Medalionul mural Răpirea Europei în salonul de ceai al Castelului Regal din Berlin (camera proiectată de Karl Friedrich Schinkel)

Ilustrații
- În: Robert Reinick: Lieder eines Malers mit Randzeichnungen seiner Freunde. 1836–1852.
  - Lieder eines Malers mit Randzeichnungen seiner Freunde. Schulgen-Bettendorff, Düsseldorf 1838. (farbige Mappen-Ausgabe. Digitalisierte Ausgabe der Universitäts- und Landesbibliothek Düsseldorf)
  - Lieder eines Malers mit Randzeichnungen seiner Freunde. Schulgen-Bettendorff, Düsseldorf 1838. (Digitalisierte Ausgabe der Universitäts- und Landesbibliothek Düsseldorf)
  - Lieder eines Malers mit Randzeichnungen seiner Freunde. Buddeus, Düsseldorf zw. 1839 und 1846. (Digitalisierte Ausgabe der Universitäts- und Landesbibliothek Düsseldorf)
  - Lieder eines Malers mit Randzeichnungen seiner Freunde. Vogel, Leipzig ca. 1852. (Digitalisierte Ausgabe der Universitäts- und Landesbibliothek Düsseldorf)
- În: Die Nibelungen. In Prosa übersetzt, eingeleitet und erläutert von Johannes Scherr. Wigand, Leipzig 1860. (Digitalisierte Ausgabe der Universitäts- und Landesbibliothek Düsseldorf)